# BUZZ BOY
「BUZZ BOY」（バズボーイ）はBACK-ON初の配信限定シングル。cutting edgeから2014年4月2日に配信された。後に4枚目のアルバムの｢RELOAD｣に初CD化で収録されている。

## 概要
BACK-ONで初の配信限定曲。

## タイアップ
UULAマンガ ｢エリートヤンキー三郎｣ 主題歌

## 収録内容
1. BUZZ BOY [3:10]
  - 作詞・作曲 : BACK-ON